# 小食蚁兽
小食蟻獸是一種食蟻獸，分佈於南美洲的南部，與分佈在較北地區的中美小食蟻獸（Tamandua mexicana）共兩種構成這一個小食蟻獸屬。
獨居動物，分佈在多樣的生境上，從古舊的森林到次生林、及不毛的熱帶稀樹大草原等均有分佈。主食為蟻、白蟻及蜜蜂等。與同科物種一樣，強而有力的前肢使牠們能搗毀蟻丘覓食。

## 描述

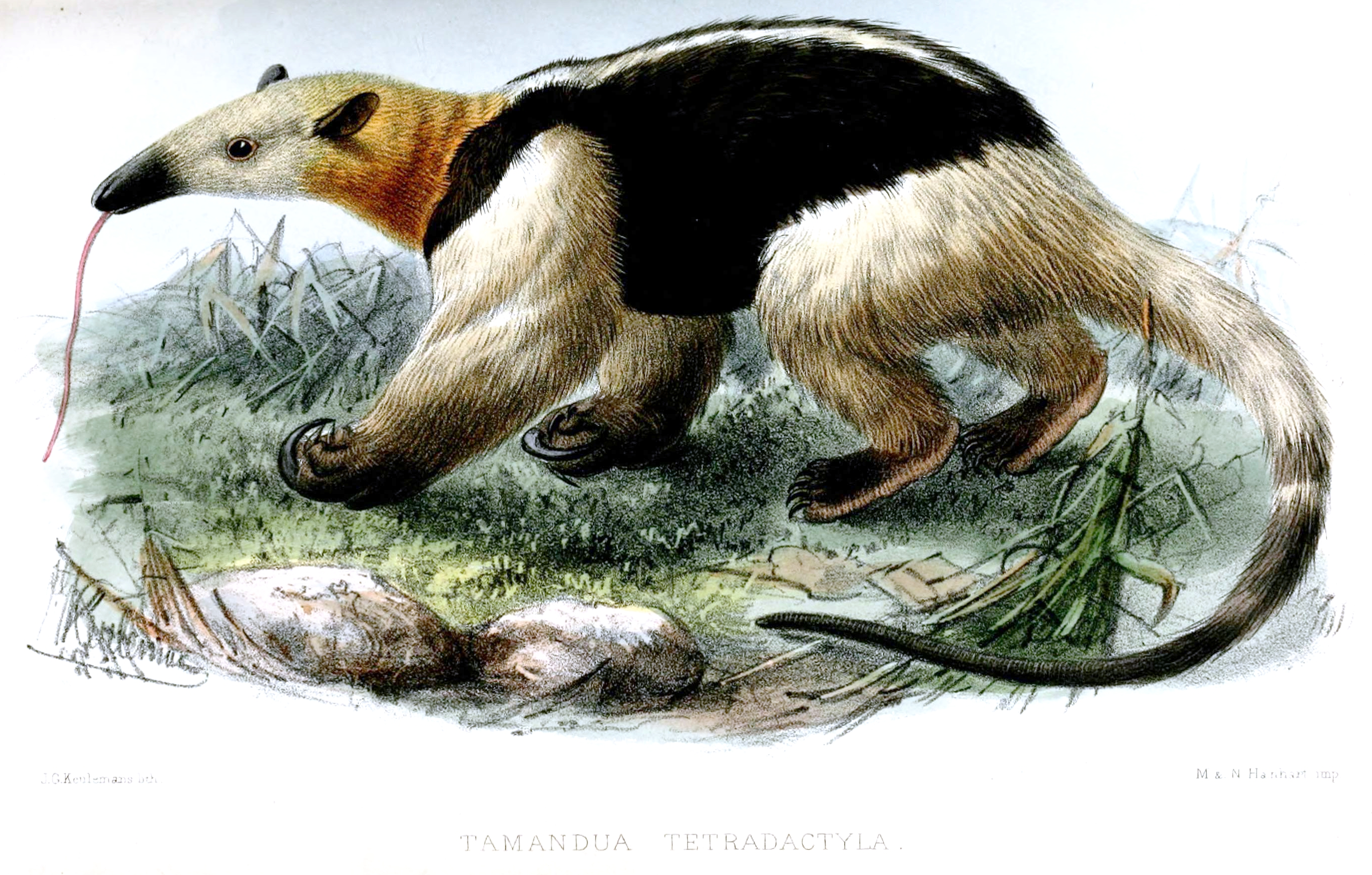
擁有黑白毛色的品種

頭身長由53.5公分至88公分，尾長40公分至59公分不等。由於在不同分佈地區的個體差異大，致使在分類描述上變得困難。如在南美洲東南部的亞種像穿上了一件黑色背心般，結果兩肩、側腹及臀部均為黑色一直環繞至前臂，從背部看上去則呈現一個V型，而其餘部分則呈現出亞麻色、黃褐色已至褐色；位於巴西北部至委內瑞拉及安第斯西部的種群則全身披沉實亞麻色、褐色甚至黑色，背心痕跡不明顯。

前肢有四隻趾爪，後肢則為五指。為避免鋒利的趾爪刺傷掌心，牠們行走時會用手背而不是掌心著地。腹部及卷尾的尾部均沒有毛髮。口鼻部修長及弧形向下彎，張開幅度則剛好與其直徑相近，長長的舌頭則從此伸出。眼睛細小，視力並不突出；相反，垂直及大的耳朵表示此種更依賴聽覺去判斷環境。

## 亞種
此種共有四個亞種，包括：
- 指名亞種（Tamandua tetradactyla tetradactyla Linnaeus, 1758）
- 亞馬遜亞種（Tamandua tetradactyla nigra Geoffroy, 1803）
- 東秘魯亞種（Tamandua tetradactyla quichua Thomas, 1927）
- 馬托格羅索亞種（Tamandua tetradactyla straminea Cope, 1889）

## 地理分佈及生境
小食蟻獸分佈於南美洲由委內瑞拉至千里達到阿根廷北部、巴西南部及烏拉圭等海拔2000米以下地區。能棲息於不同類型的乾燥及濕潤森林內，包括熱帶雨林、熱帶稀樹草原及多刺高灌叢等地。靠近溪流及河邊的地方較常見到其蹤影，特別是攀緣植物及著生植物濃密深厚的地方，這與這些地區可供獵食的食物特別多不無關係。

## 繁殖
雌小食蟻獸有多次動情週期，但一般交配在秋天進行。懷孕期可長達130至150天，並於翌年春天誕下一只幼獸。初生幼獸與雙親相差甚大，毛色由白至黑極多變化。常騎在母親背上一段長時間，僅在母親出外覓食時偶爾會被留在安全的枝幹上。豢養的個體有紀錄的最長壽命為6年3個月。

## 行為
小食蟻獸一般為夜行性，偶爾也會白天出沒。日間多在大樹幹的樹洞或其他動物留下的洞穴內棲身。獨行性，僅在被激怒時發出嘶嘶聲及從肛門腺體中放出難聞的氣味。一天中花長時間在樹上覓食，有研究指委內瑞拉種群會花13至64%的時間在樹上生活。事實上，小食蟻獸在地上的活動不算靈敏，不能像其近親大食蟻獸般高速奔馳。

強而有力的前肢除了用作搗毀蟻丘覓食外，也是重要的自我保護工具。如在樹上受到威脅，小食蟻獸會用其後肢及卷尾抓緊樹枝，騰空兩臂以作戰鬥之用；如在地上受襲，小食蟻獸會背靠岩石及大樹，並用前肢與敵人周旋。在雨林這種潮濕及雲霧繚繞的環境下，常見小食蟻獸擦拭附在眼睛上的蒼蠅及蚊等昆蟲。

## 飲食習慣
小食蟻獸以蟻及白蟻（主要為樹棲的品種）為食，並以氣味定位。牠們多避免獵食一些武裝較好或會放出化學物質的品種，如行軍蟻及食葉的蟻類。牠們也吃蜂類及蜂蜜，豢養的個體也吃水果及肉。與同科物種一樣，牠們會用強而有力的前肢去搗毀蟻丘，然後從口鼻部伸出可達40厘米長的舌頭舔食當中的昆蟲。有指部分亞馬遜的印第安人會利用牠們來清理家中的蟻及白蟻。

## 保護現狀
在巴西南部的小食蟻獸列在CITES附錄II上。雖然分佈廣泛，但這物種並不普遍。偶爾有獵人會打其主意，並聲稱牠們會襲擊犬隻。在IUCN紅色名錄上列為無危物種。